# Легка атлетика на літніх Олімпійських іграх 2008 — спортивна ходьба на 20 кілометрів (жінки)
Змагання зі спортивної ходьби серед жінок на Літніх Олімпійських іграх 2008 у Пекіні пройшли 21 серпня на Пекінському національному стадіоні.

## Медалісти
| Золото                 | Срібло                   | Бронза               |
| Ольга Каниськіна Росія | К'єрсті Плетзер Норвегія | Еліза Ріґаудо Італія |

## Кваліфікація учасників
Національний олімпійський комітет (НОК) кожної країни мав право заявити для участі у змаганнях не більше трьох спортсменів, які виконали норматив А (1:33:30) у кваліфікаційний період з 1 січня 2007 року по 23 липня 2008 року. Також НОК міг заявити не більше одного спортсмена з тих, що виконали норматив В (1:38:00) за той же період. Кваліфікаційні нормативи були встановлені ІААФ.

## Рекорди
Дані наведені на початок Олімпійських ігор. 
| Світовий рекорд     | Олімпіада Іванова (Росія) | 1:25:41 | Хельсінкі (Фінляндія) | 7 серпня 2005   |
| Олімпійський рекорд | Ван Ліпін (Китай)         | 1:29:05 | Сідней (Австралія)    | 24 вересня 2000 |

За підсумками змагань Ольга Каниськіна встановила новий олімпійський рекорд.

## Змагання
Використані такі скорочення:
- OR — олімпійський рекорд
- AR — рекорд континенту
- WJR — світовий рекорд серед юніорів
- SB — найкращий результат у сезоні
- PB — найкращий результат у кар'єрі
- NR — національний рекорд
- DQ — дискваліфікована
- DNF — не фінішувала

| Місце | Спортсмен                | Результат | Примітки |
| ----- | ------------------------ | --------- | -------- |
| 1.    | Ольга Каниськіна         | 1:26:31   | OR       |
| 2.    | К'єрсті Плетзер          | 1:27:07   | NR       |
| 3.    | Еліза Ріґаудо            | 1:27:12   | PB       |
| 4.    | Лю Хун                   | 1:27:17   | PB       |
| 5.    | Марія Васко              | 1:27:25   | NR       |
| 6.    | Беатріс Паскуаль         | 1:27:44   | PB       |
| 7.    | Олів Лафнен              | 1:27:45   | PB       |
| 8.    | Ана Кабесінья            | 1:27:46   | NR       |
| 9.    | Віра Сантуш              | 1:28:14   | PB       |
| 10.   | Маргарита Турова         | 1:28:26   | SB       |
| 11.   | Тетяна Сібілева          | 1:28:28   |          |
| 12.   | Ши На                    | 1:29:08   | SB       |
| 13.   | Маюмі Кавасакі           | 1:29:43   |          |
| 14.   | Сабіне Циммер            | 1:30:19   |          |
| 15.   | Соната Мілусаускайте     | 1:30:26   | NR       |
| 16.   | Віра Зозуля              | 1:30:31   |          |
| 17.   | Марія Хосе Повес         | 1:30:52   |          |
| 18.   | Христина Салтанович      | 1:31:03   | SB       |
| 19.   | Джейн Севілл             | 1:31:17   |          |
| 20.   | Сільвія Корженевський    | 1:31:19   |          |
| 21.   | Джоанна Джексон          | 1:31:33   | NR       |
| 22.   | Мелані Зеегер            | 1:31:56   |          |
| 23.   | Ана Марія Гроза          | 1:32:16   |          |
| 24.   | Евангелія Ксін           | 1:32:19   | PB       |
| 25.   | Сатіко Конісі            | 1:32:21   |          |
| 26.   | Жужа Шіндлерова          | 1:32:57   | PB       |
| 27.   | Клер Вудс                | 1:33:02   | =PB      |
| 28.   | Кім Міджон               | 1:33:55   |          |
| 29.   | Світлана Толста          | 1:34:03   | SB       |
| 30.   | Джоан Доу                | 1:34:15   | SB       |
| 31.   | Жужа Малікова            | 1:34:33   | SB       |
| 32.   | Сніжана Юрченко          | 1:35:33   |          |
| 33.   | Надія Боровська-Прокопук | 1:35:50   |          |
| 34.   | Сандра Сапата            | 1:36:18   |          |
| 35.   | Хоана Ордонес            | 1:36:26   |          |
| 36.   | Таня Регіна Шпіндлер     | 1:36:46   |          |
| 37.   | Вероніка Коліндрес       | 1:36:52   | SB       |
| 38.   | Едіна Фуштей             | 1:37:03   |          |
| 39.   | Келлі Вопшотт            | 1:37:59   |          |
| 40.   | Деспіна Запуніду         | 1:39:11   |          |
| 41.   | Йоланта Дукур            | 1:41:03   |          |
| 42.   | Евелін Нуньєс            | 1:44:13   |          |
|       | Суса Фейтор              | DNF       |          |
|       | Юань Юйфан               | DNF       |          |
|       | Олена Гінько             | DQ        |          |
|       | Тетяна Калмикова         | DQ        |          |
|       | Ян Мінся                 | DQ        |          |
|       | Афанасія Цумелека        | DQ        |          |